# Olekszij Jurijovics Reznyikov
Olekszij Jurijovics Reznyikov (ukránul: Олексій Юрійович Резніков, Lviv, 1966. június 18. –) ukrán jogász és politikus, 2021. november 4-től 2023. szeptember 5-ig Ukrajna védelmi minisztere. Reznyikov korábban több más tisztséget is betöltött Ukrajna kormányában; miniszterelnök-helyettes, Ukrajna ideiglenesen megszállt területeinek reintegrációjáért felelős miniszter, 2016 és 2018 között a Kijevi Városi Állami Közigazgatási Hivatal helyettes vezetője, 2014 júniusától 2015 decemberéig pedig a kijevi városi tanács polgármester-helyettese-titkára. Reznyikov 2015 és 2016 között az Európa Tanács Helyi és Regionális Önkormányzatok Kongresszusán Ukrajna nemzeti küldöttségének vezetője is volt, és Volodimir Zelenszkij elnök 2020. május 5-én választotta ki, hogy képviselje Ukrajnát a donbászi háború rendezésével foglalkozó háromoldalú kontaktcsoport politikai munkaalcsoportjában.

## Családja és tanulmányai
Reznyikov Lvivben született, amely akkor a Szovjetunióban az Ukrán Szovjet Szocialista Köztársaság része volt. Édesapja, Jurij Reznyikov professzor, a sportakrobatika mestere, a Lvivi Állami Testnevelési Főiskola provizora volt. Édesanyja, Olena Reznyikova, a lvivi neuropszichiátriai klinika neurológusa, a ritmikus gimnasztika sportmestere volt.
1984 és 1986 között a Szovjet Légierőnél szolgált sorkatonaként.
Reznyikov a lvivi Ivan Franko Egyetemre járt, ahol 1991-ben kitüntetéssel szerzett mesterdiplomát jogból. Egyetemi évei alatt Reznyikov aktívan részt vett a diákéletben: megnyerte az Ukrán SZSZK joghallgatói olimpiát az egyéni és a csapatversenyben, és képviselte Ukrajnát a Szovjetunió joghallgatói olimpiáján.
Reznyikov az ukrán mellett folyékonyan beszél oroszul, angolul és lengyelül.

## Pályafutása

### Szakmai vonalon
Reznyikov szakmai karrierje az egyetem utolsó évében kezdődött, amikor társalapítója volt a Galicia Securities brókercégnek. 1999 és 2002 között az Ukrán Jogalkotási Központ helyettes vezetője volt Kijevben. Emellett megalapította a Pravis ügyvédi irodát (később Reznyikov, Vlasenko és Társai), amely 2006-ban egyesült a Magister és Társai ügyvédi irodával, és Magisterré alakult.
A Magisters 2009-ben és 2010-ben elnyerte a Chambers Europe díjat. 2010-ben a The Lawyer brit magazin a Magisters-t nevezte meg Oroszország és a FÁK legjobb ügyvédi irodájának. 2011-ben a Magisters-t baráti felvásárlás útján átvette az Egorov, Puginsky, Afanasiev and Partners, egy nemzetközi csoport, amelynek irodái Londonban, Moszkvában, Szentpéterváron, Kijevben, Minszkben és Washingtonban vannak. 2014. július 3-ig Reznyikov vezette a jogvitákkal foglalkozó osztályt, és az Egorov, Puginsky, Afanasiev and Partners főtanácsadója volt.
Ügyvédi tevékenysége során Reznyikov az akkori elnökjelöltet, Viktor Juscsenkót védte Ukrajna Legfelsőbb Bírósága előtt, és a 2004-es ukrán elnökválasztás harmadik fordulóját érvénytelenítették.
Reznyikov képviselte B. Fuksmant és O. Rodnyanszkijt a Central European Media Enterprises társaságban működő "Sztugyija 1+1" ellen indított, a tulajdonrészükre vonatkozó perben. Képviselte a "Investment-Metallurgical Union" konzorciumot a Krivorizssztal privatizációjának jogszerűségét védve; védte a PFC "Dnyipro" vállalatot a Nyikopoli Vasötvözetgyár privatizációjával kapcsolatban. Reznyikov több más személyt is képviselt, köztük Szavik Suszter, Vladimir Gusinsky, OJSC "Arsellor Mittal Kryviy Rih" vállalat "Quasar" Sadogan Petroleum, DCH, FC "Metallist" (a tisztességes játék elveinek megsértésének vádjával), IA "IMC" Corporation " Interpipe ". Nagy tapasztalatot szerzett az ügyfelek képviseletében Ukrajna Legfelsőbb Gazdasági Bírósága, Ukrajna Felsőbb Közigazgatási Bírósága, Ukrajna Legfelsőbb Bírósága és a lausanne-i Sportdöntőbíróság előtt.
2014. június 20-án Reznyikov ügyvédi engedélyét (amelyet eredetileg 1994. március 10-én adtak ki) felfüggesztették, mivel a kijevi városi tanács titkárává nevezték ki.
2018 novemberében Reznyikov az Asters ügyvédi iroda partnereként megújította ügyvédi tevékenységét. Olekszij az alternatív vitarendezésre összpontosít, ideértve a következőket: szakértői meghatározás, tárgyalás, facilitáció, békéltetés, közvetítés, tényfeltárás, korai semleges értékelés, egyezségi konferencia és egyezségi megállapodások.

#### Társadalmi és közösségi tevékenységek
- Tagja volt a kijevi ügyvédi kamara fegyelmi bizottsága képesítésigazoló testületének.
- Jogi segítséget és támogatást nyújtott az Ukrán Orvosi Szakszervezetnek.
- 2005-ben az OJSC "State Savings Bank of Ukraine" felügyelőbizottságának tagja volt.
- Előadásokat tartott az Ügyvédi Készségeket Oktató Iskolában.
- Előadásokat tartott fiatal jogászok számára a Kijevi Nemzeti Egyetem – Mohila Akadémián, a Salamon Egyetemen, az Ivan Franko Lvivi Nemzeti Egyetemen, a Kijevi Tarasz Sevcsenko Nemzeti Egyetemen. 2009 óta a Salamon Nemzetközi Egyetem közjogi professzora. Előadta az "Ügyvédi tevékenység Ukrajnában" című kurzust "Az igazságügyi jog aktuális problémái Ukrajnában" címmel.
- 2010 óta az "Olekszij Reznyikov-ösztöndíj Ukrajna fiatal és tehetséges jogászdiplomásai számára" alapítója.
- Az "Ipari és kereskedelmi jog" vezető fehérorosz kiadói irodával közös átfogó projekt keretében tartott műhelymunkák szerzője.
- Részt vett az "Ukrajna adótörvénykönyve" projekt, Ukrajna "Az ügyvédi tevékenységről Ukrajnában" című törvénye és a kereskedelmi törvénykönyv módosításainak kidolgozásában.
- Részt vett az ukrán televíziós változatban a "Mi? Hol? Mikor? Csillagok háborúja" című műsorban, a 2014-es évadban megnyerte a csapatversenyt és elnyerte az "Ezüstbagoly" díjat.

## Politikai karrierje
A 2014-es kijevi helyhatósági választásokon Reznyikovot a Szolidaritás tagjaként beválasztották a kijevi városi tanács 7. konvenciójába. Reznyikov a kijevi városi tanács Rehabilitáltak jogainak helyreállításával foglalkozó bizottságának elnöke volt. 2014. június 19-én Reznyikovot kinevezték a Kijevi Városi Tanács polgármester-helyettes titkárává.

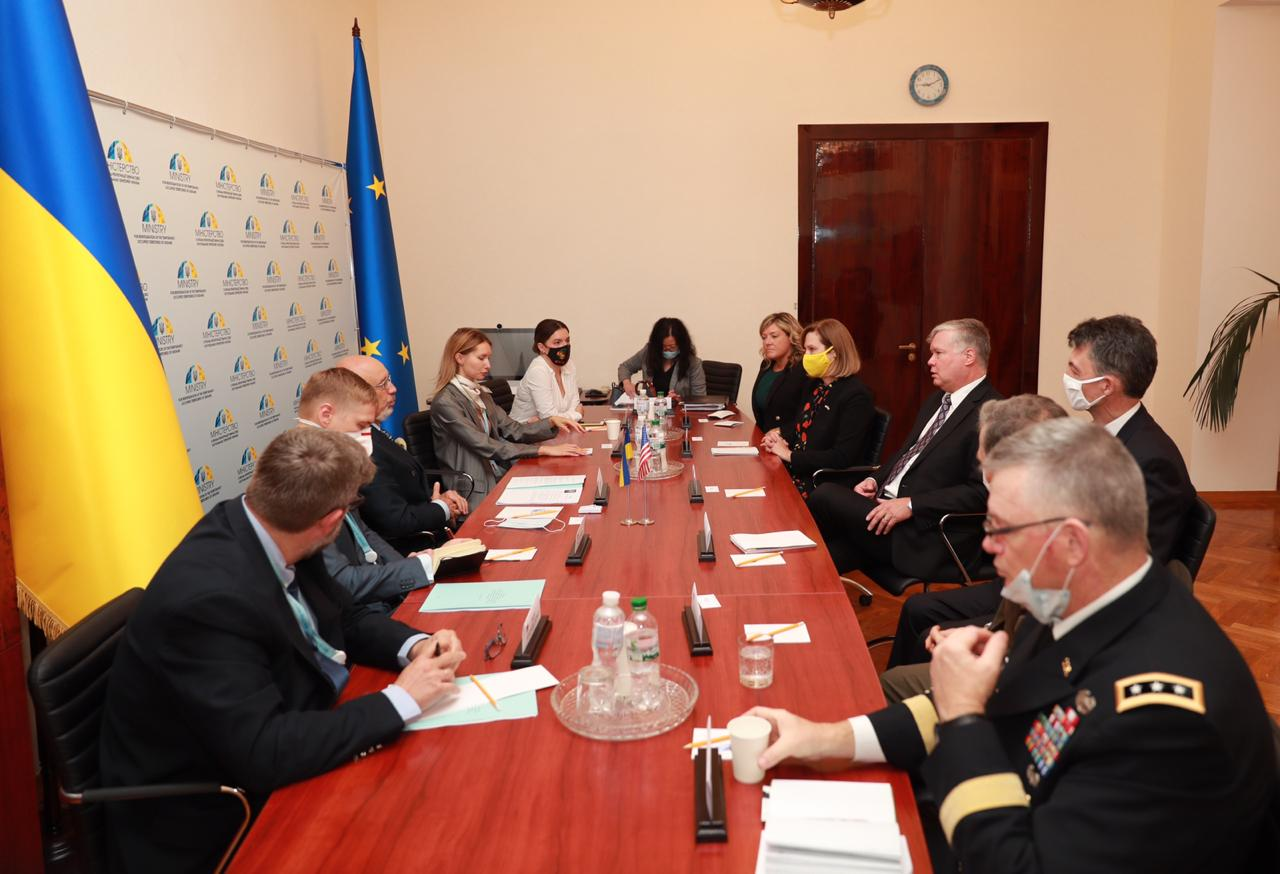
Reznyikov találkozik Stephen Biegun amerikai külügyminiszter-helyettessel Kijevben 2020. augusztus 26-án.

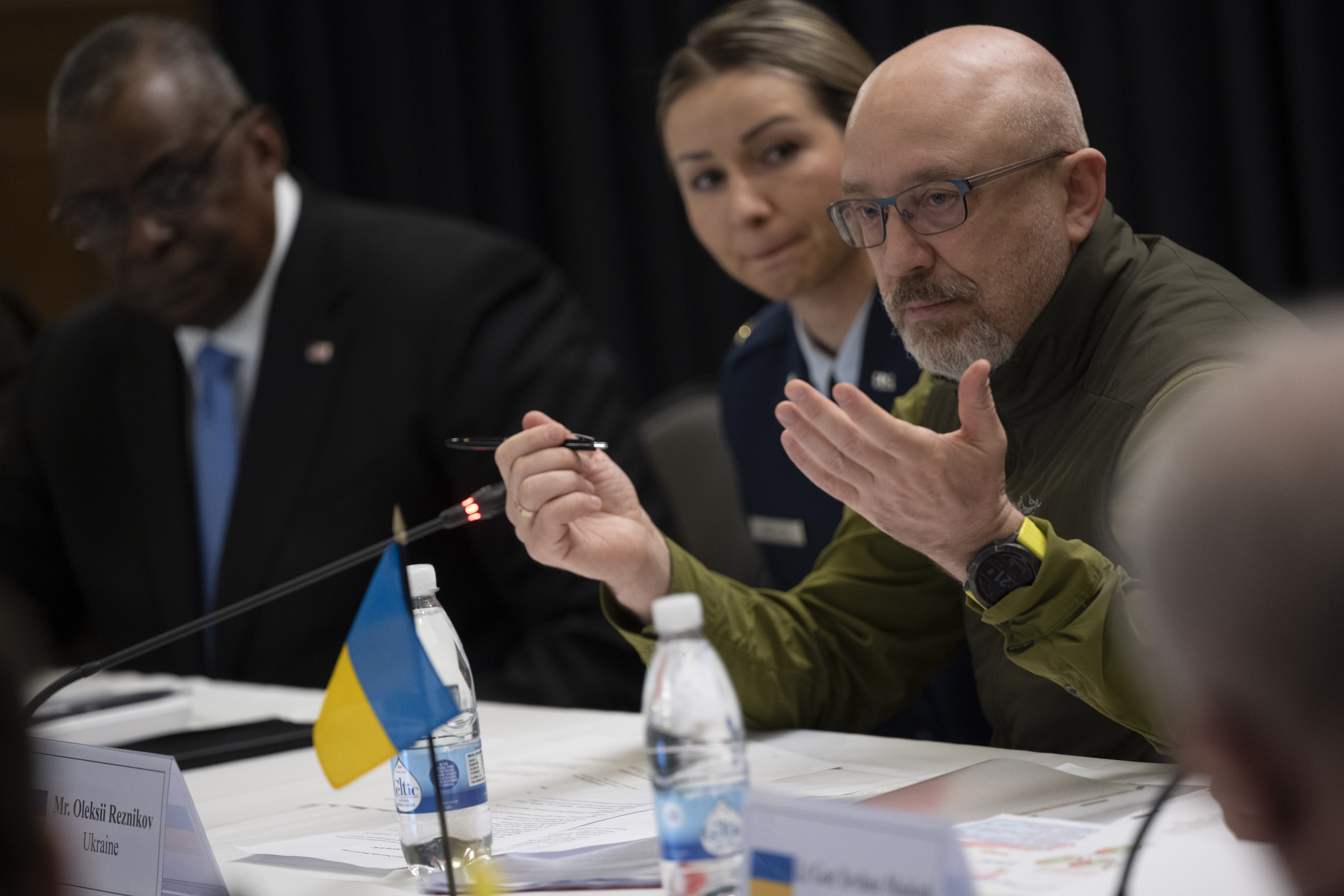
Reznyikov és Lloyd Austin amerikai védelmi miniszter találkozón vesz részt a németországi Ramstein légibázison 2022. április 26-án.

Reznyikov több tisztséget is betöltött, többek között 2015 és 2016 között az Európa Tanács Helyi és Regionális Önkormányzatok Kongresszusában Ukrajna nemzeti küldöttségének vezetője volt. Ezt követően az aktivizmus felé fordult, a Polgármesteri Korrupcióellenes Tanács elnökhelyetteseként, a "Csináljuk együtt" társadalmi projekt elnökségi tagjaként tevékenykedett. Ugyanakkor a kormányzatban is maradt, a Közösségek és Területfejlesztési Minisztérium decentralizációs, önkormányzati és regionális politikával foglalkozó reformcsoportjának tagja lett.
2020. március 4-én Reznyikovot miniszterelnök-helyettessé, Ukrajna ideiglenesen megszállt területeinek reintegrációjáért felelős miniszterré nevezték ki a Smihal-kormányban. 2019. szeptember 18-án Volodimir Zelenszkij elnök felhatalmazta Reznyikovot, hogy képviselje Ukrajnát a donbászi rendezéssel foglalkozó háromoldalú kontaktcsoport politikai munkaalcsoportjában. 2020. május 5-én Volodimir Zelenszkij elnök felhatalmazta Reznyikovot a háromoldalú kontaktcsoportban az ukrán delegáció első helyettes vezetőjének.
2021. november 1-jén Olekszij Reznyikov benyújtja lemondólevelét az ideiglenesen megszállt ukrán területek reintegrációjáért felelős miniszterelnök-helyettesi, miniszteri szerepkörről. Ezt a lemondási kérelmet a Legfelsőbb Tanács 2021. november 1-jén nyilvántartásba vette. 2021. november 3-án a Legfelsőbb Tanács felmentette őt Ukrajna ideiglenesen megszállt területeinek reintegrációjáért felelős miniszteri tisztségéből, majd ezt követően védelmi miniszterré nevezte ki.
Az Egyesült Államok 2021 decemberében úgy becsülte, hogy Oroszország 175 000 katonát tud összeszedni Ukrajna lerohanásához. Reznyikov azt mondta, hogy "250 000 hivatalos ... tagja van a hadseregünknek. Plusz, azt mondtam 400.000 veterán és 200.000 tartalékos. 175 000 (nem) elég ahhoz, hogy Ukrajnába menjünk." Reznyikov szerint Oroszország 2022 január végén nagyszabású támadást indíthat Ukrajna ellen. 2021 decemberében azzal vádolta Németországot, hogy megvétózta, hogy Ukrajna a NATO Támogatási és Beszerzési Ügynökségen keresztül drónok elleni puskákat és mesterlövész-ellenes rendszereket vásároljon.
2022. január 25-én Reznyikov kijelentette, hogy nem látja Ukrajna teljes körű orosz inváziójának veszélyét.
Az Ukrajna elleni orosz invázió alatt jelentős szerepe volt a külföldi fegyverszállításokat érintő sikeres tárgyalásokban.
2023 januárjában a Dzerklo tizsnya (A hét tükre) hetilapban jelent meg cikk, amely a védelmi minisztériumban pénzügyi szabálytalanságokkal kapcsolatban folytatott vizsgálat dokumentumain alapult. E szerint a hadsereg számára túlárazva, a kiskereskedelmi ár 2-3-szorosáért vásároltak élelmiszert a hadseregnek 13,6 milliárd hrivnya értékben  (pl. a tojást a kiskereskedelmi 7 hrivnyás ár helyett 17 hrivnyáért vásárolták).  A védelmi minisztérium kezdetben tagadta a vádakat, de az Állami Számvevőszék későbbi vizsgálata igazolta a vádakat. 2023 augusztusában egy újabb korrupciós ügyet tártak fel ukrán oknyomozó újságírók. Még 2022 őszén a közbeszerzést megkerülve, egy parlamenti képviselő rokonának cégén keresztül vásároltak 180 ezer készlet rossz minőségű török egyenruhát Törökországból, jelentősen túlárazva.
A védelmi minisztériumhoz kötődő korrupciós ügyek miatt – bár Reznyikov személyes érintettsége nem merült fel – már 2023. február elején hírek jelentek meg az esetleges leváltásáról, a miniszteri poszt várományosaként az ukrán katonai hírszerző szolgálat (HUR) addigi vezetőjét, Kirilo Budanovot jelölték meg. Reznyikov leváltására azonban nem került sor.
2023. szeptember 3-án Volodimir Zelenszki elnök bejelentette, hogy másnap, szeptember 4-én az Ukrán Legfelsőbb Tanácsnál kezdeményezi Olekszij Reznyikov felmentését a védelmi miniszteri posztról. Szeptember 4-én azonban maga Reznykov kérte felmentését a Legfelsőbb Tanácstól, amely másnap, szeptember 5-én meg is szavazta azt (a jelen lévő 365 képviselőből 327 támogatta a felmentést).

## Magánélete
Reznyikov részt vesz trófea- és rallye-versenyeken, szívesen búvárkodik, teniszezik és síel. Ő volt a "People-quad" és a "People-ATV: Elusive Again" című amatőr rövidfilmek rendezője. Több mint 260 búvárkodási expedíciót, 163 ejtőernyős ugrást és több tízezer kilométert tett meg ATV-vel durva terepen.
2009-ben másodpilótaként és navigátorként részt vett a Silk Way Rallyn a Dakar-sorozatban. A rali három ország (Oroszország, Kazahsztán és Türkmenisztán) területén és a Karakum-sivatagban zajlott.
- Kétszeres ezüstérmes az ukrajnai díjugrató versenyen (2011-2012);
- Az ukrán trófeafutam bajnoka (2013);
- Ukrajna sportmestere a motorsportban.

Felesége Julija Zorij televíziós műsorvezető, akivel 2020. július 25-én kötött házasságot.

## Kitüntetések és díjak
- Az elmúlt 10 évben Reznyikov továbbra is szerepel Ukrajna legkiemelkedőbb jogászainak listáján.
- Ukrajna kitüntetett ügyvédje 2006-ban.
- A "PLC Which Lawyer?" nemzetközi szakmai folyóirat szerint a legjobb vitarendező szakemberek listájának élén áll. 2007 óta.
- A Nemzetközi Salamon Egyetem tiszteletbeli professzora. A címet a hallgatók, diplomások, gyakorlati szakemberek számára szervezett műhelymunkák sorozatáért kapta 2008 óta.
- A Chambers Europe kiadványa szerint a jogviták megoldására képes ügyvédek első kategóriájának élén. Ukrajna ötven legjobb ügyvédje között a "Leading Lawyers of Ukraine" minősítés szerint 2008-ban.
- A World's Leading Litigation Lawyers Guide Reznyikovot a World's Leading Litigation Lawyers Guide Ukrajna egyik legjobb peres ügyvédjeként ismerte el. Ugyanebben az évben a "Focus" magazin O. Reznyikovot az ország 30 legsikeresebb ügyvédje közé sorolta (2010).
- 2019-ben a Függetlenség Napja alkalmából rendezett fogadáson a Lengyel Köztársaság ukrajnai nagykövete, Bartosz Jan Cichocki állami kitüntetést – a lengyelországi Ezüst Érdemkeresztet – adományozott Olekszij Reznyikovnak.

## Fordítás
- Ez a szócikk részben vagy egészben  az   Oleksii Reznikov című angol Wikipédia-szócikk fordításán alapul.  Az eredeti cikk szerkesztőit annak laptörténete sorolja fel. Ez a jelzés csupán a megfogalmazás eredetét és a szerzői jogokat jelzi, nem szolgál a cikkben szereplő információk forrásmegjelöléseként.